# Romualdas Krukauskas
Romualdas Krukauskas ist ein litauischer  ehemaliger Beamter und Politiker, Vizeminister.

## Leben
Er absolvierte ein Diplomstudium an der Vilniaus universitetas.
Am 31. Dezember 1991 ernannte litauischer Premierminister Gediminas Vagnorius Basevičius zum Stellvertreter des Kommunikations- und Informatik-Ministers im Kabinett Vagnorius I. Er arbeitete als Vizeminister bis zum 28. Juni 1994. Am 28. Juni 1994 entlastete litauischer Premierminister Adolfas Šleževičius ihn und ernannte  zum Sekretär am Kommunikations- und Informatikministerium Litauens und zum Direktor des Informatikdepartaments (RRT). Am 19. August 1994 entlastete litauischer Premierminister Adolfas Šleževičius Basevičius. 2013 arbeitete er als stellvertretender Direktor des Postdepartaments und danach als Postdepartamentsdirektor bei Ryšių reguliavimo tarnyba in Vilnius. Ab März 2001 arbeitete er als Departamentsdirektor für Strategieprojekte und Manager im staatlichen IT-Unternehmen Infostruktūra (im Bereich Strategic Project Management, eGOV, private computer networks projects and EU projects) in Vilnius.
Er ist Vorstandsmitglied bei Lietuvos kompiuterininkų sąjunga (LIKS) seit Dezember 1989 und war 2002 Vizepräsident des IT-Verbands „Infobalt“.